# Сабріна — юна відьма (телефільм)
«Сабріна — юна відьма» (англ. Sabrina the Teenage Witch) — молодіжна кінокомедія. Головну жіночу роль виконала Меліса Джоан Гарт.

## Сюжет
У центрі фільму Сабріна Соєр, яка у свій 16-й день народження дізнається, що вона відьма. Сабріна закохана в Сета, наймилішого хлопця в школі, який зустрічається з Кеті Ла Мор, «шкільною королевою». Сабріна хоче використати свою щойно відкриту магічну силу, щоб змусити Сета помітити її, але в той же час не накладати любовне заклинання. В той же час Сабріна подобається Гарві, і він чекає, чи почне вона помічати його.

## У ролях
| Актор              | Роль            |
| ------------------ | --------------- |
| Меліса Джоан Гарт  | Сабріна Соєр    |
| Шеррі Міллер       | тітонька Гільда |
| Шарлін Фернец      | тітонька Зельда |
| Мішель Бодуен      | Марні Літтлфілд |
| Раян Рейнольдс     | Сет             |
| Тобіас Мелер       | Гарві           |
| Лалайнія Ліндб'єрг | Кеті Ла Мор     |

## Сприйняття
Фільм отримав позитивні відгуки, і невдовзі канал «Ей-Бі-Сі» випустив однойменний серіал, який тривав сім сезонів.

## Цікавий факт
Варто відзначити той факт, що, на відміну від коміксів «Сабріна — юна відьма», дія яких розгорталася у вигаданому місті Гріндейл, і телесеріалу (розташованого в не менш вигаданому місті під назвою Вестбрідж), дії телевізійного фільму відбувалися у вигаданому Рівердейлі, де живуть і з'являються більшість персонажів коміксів Дена ДеКарло і Джорджа Гледіра.